# Branchiopodidae
Branchiopodidae är en familj av kräftdjur. Branchiopodidae ingår i ordningen gälbladfotingar, klassen bladfotingar, fylumet leddjur och riket djur.
Familjen innehåller bara släktet Tanymastix.